# Palais Miani Coletti Giusti
Pour les articles homonymes, voir Coletti.
Le palais Miani Coletti Giusti (ou simplement Giusti) est un palais de Venise sur le Grand Canal, dans le sestiere de Cannaregio (N.A.3838), à côté de la Ca' d'Oro. La façade est dessinée par l'architecte Antonio Visentini.